# Juan de Vergara (vidriero)
Juan de Vergara fue un pintor, vidriero y escultor español del siglo XVI.

## Biografía
Nació en la ciudad de Toledo, donde su padre el maestro Nicolás de Vergara el Viejo se hallaba establecido trabajando desde 1542, cuando el cabildo de la catedral de Toledo le nombró su pintor y escultor. Ayudó a su padre en el pintado de las vidrieras de dicha catedral, y cuando su padre falleció en 1574, ayudó a su hermano Nicolás de Vergara el Mozo a terminar los vitrales, trabajos que se extienden hasta 1590.
Trabajó junto a su hermano en la realización de los atriles del coro de la catedral de Toledo, que habían comenzado padre e hijo. Asistió a la muerte del pintor Juan Fernández Navarrete.